# Фонтанж, Анжелика де Скорай-Руссиль
Мари́я-Анжели́ка де Скора́й де Русси́ль, с 1680 г. герцогиня де Фонта́нж (фр. Marie Angélique de Scorailles de Roussille, duchesse de Fontanges; 1661 — 28 июня 1681) — одна из многочисленных возлюбленных французского короля Людовика XIV. С её именем связана популяризация причёски «фонтанж» и обычая украшать декольте мушками.

## Биография
Дочь королевского наместника в Оверни. По предложению кузена, поражённого её красотой, отец решил отправить её вместе с ним к версальскому двору. Там она стала фрейлиной Шарлотты-Елизаветы Пфальцской, невестки короля. Вскоре Анжелика привлекла к себе внимание Короля-Солнца и в 1678 году стала его любовницей. Современники отмечали её необыкновенную красоту; сам король называл её «прелестным созданием».
Их связь оставалась тайной до весны 1679 года, когда она была объявлена официальной королевской фавориткой. В конце года она родила от короля мёртвого ребёнка и после этого уже не оправилась. В 1680 году Людовик даровал ей титул герцогини де Фонтанж, что по обычаю того времени означало конец официальных отношений с королём.
Брошенная и тяжело больная, Анжелика удалилась в монастырь Пор-Руаяль, где и скончалась. Существуют сведения, что её неоднократно пытались отравить; по крайней мере, молва приписывала тяжёлые роды и внезапное ухудшение здоровья действию яда, поднесённого ей по распоряжению мадам де Монтеспан. Современные медики, изучив сохранившееся описание вскрытия, склоняются к версии о смерти от плеврита.

## В кино
- Путь короля / L'allée du roi (Франция; 1996) режиссёр Нина Компанеец, в роли мадемуазель Фонтанж Барбара Келш.